# Брыль, Николай Харлампиевич
Николай Харлампиевич Брыль (5 февраля 1921, Никополь, Екатеринославская губерния — 12 февраля 1982, Никополь, Днепропетровская область) — участник Великой Отечественной войны, гвардии старший сержант, Герой Советского Союза (1945).

## Биография
Родился 5 февраля 1921 года в Никополе (ныне — Днепропетровская область Украины) в рабочей семье.
Окончил восемь классов школы, затем в 1938 году — школу фабрично-заводского ученичества. Работал строгальщиком, фрезеровщиком на Никопольском южно-трубном заводе. В мае 1941 года был призван на службу в Рабоче-крестьянскую Красную Армию. Окончил дивизионную школу младших командиров. С июля 1941 года — на фронтах Великой Отечественной войны. Участвовал в боях на Юго-Западном, Донском, 3-м Украинском, 1-м Белорусском фронтах. В 1944 году вступил в ВКП(б). К августу 1944 года гвардии сержант Николай Брыль командовал отделением 89-й отдельной гвардейской роты связи 57-й гвардейской стрелковой дивизии 4-го гвардейского стрелкового корпуса 8-й гвардейской армии 1-го Белорусского фронта. Отличился во время форсирования Вислы.
1 августа 1944 года Брыль вместе с передовым отрядом переправился через Вислу к югу от города Магнушев (Польша) на западный берег реки и установил связь с артиллерийской батареей. Под массированным огнём противника Брыль неоднократно переплывал Вислу, устраняя повреждения кабеля. Для увеличения надёжности связи Брыль проложил через реку ещё две линии связи.
Указом Президиума Верховного Совета СССР от 24 марта 1945 года за «мужество, отвагу и героизм, проявленные в борьбе с немецко-фашистскими захватчиками» гвардии сержант Николай Брыль был удостоен высокого звания Героя Советского Союза с вручением ордена Ленина и медали «Золотая Звезда» за номером 6990.
В 1946 году в звании гвардии старшего сержанта Брыль был демобилизован, после чего вернулся на родину и продолжил работу на заводе. В 1959 году окончил металлургический техникум в Никополе, в 1965 году — Днепропетровский металлургический институт.
Умер 12 февраля 1982 года.

## Награды
- Герой Советского Союза.Указ Президиума Верховного Совета СССР от 24 марта 1945 года :
  - Орден Ленина,
  - Медаль «Золотая Звезда» № 6990.
- Орден Отечественной войны II степени. Приказ командира 4 гвардейского стрелкового корпуса № 151/н от 12 марта 1945 года.
- Орден Красной Звезды. Приказ командира 57 гвардейской стрелковой дивизии № 052 от 22 апреля 1944 года.
- Медаль «За отвагу». Приказ командира 57 гвардейской стрелковой дивизии № 015 от 12 апреля 1943 года.
- Медали СССР[1].